# Pátria népzenei gramofonfelvételek
A Pátria népzenei gramofonfelvételek elkészítése a 20. század első felének egyik legnagyobb népzenegyűjtő vállalkozása volt. 1936-ban Magyar Népzenei Gramofonfelvételek címmel négy kísérleti hanglemez készült a Magyar Történeti Múzeum és az MTA összefogásával. E lemezek mellé részletes lemezkísérő dokumentáció tartozott, amelyben egymás mellé kerültek a dallamok és a szövegek lejegyzései, a gyűjtés, valamint az énekesek adatai, fényképei – szinte megelőlegezve a CD-ROM „eszméjét”.
E kísérleti lemezek tanulságai alapján kezdődtek meg 1937-től a Magyar Rádió stúdiójában a Pátria lemezsorozat felvételei (egészen 1963-ig). Ekkor adtak ki először Magyarországon paraszti zenét paraszti előadásban.
A Néprajzi Múzeum szakembereinek közreműködésével elindult felvételsorozat időtartamát és méreteit nem korlátozták előre. Az volt a szándék, hogy az egész magyar nyelvterület még elérhető és rögzítésre érdemes értékei belekerülhessenek. Kilenc év leforgása alatt 125 fémmatrica jött létre, amelyekről (1942-ig) 107 lemezt préselt és hozott üzleti forgalomba a Kelen Péter Pál vezette Patria cég. Ebben az új sorozatban a népzene mellett népmese, szokásanyag és a vallásos népénekek is helyet kaptak, bemutatva a legfőbb magyar népzenei dialektusterületek jellegzetességeit. A népzenei felvételek szakmai irányítását Bartók Béla mellett Kodály Zoltán, később Lajtha László vállalta, a vallásos népénekekét Bárdos Lajos, a népmesék és szokásanyag válogatását Ortutay Gyula.

## Története
A magyar népzenekutatás korán fölfedezte a zenei hangrögzítés jelentőségét. Vikár Béla 1896-tól, Bartók és Kodály 1906-tól kezdve alkalmazták népzenegyűjtő munkájukban a fonográfot. Az első gramofonfelvételek 1914-ben készültek a Magyar Néprajzi Társaság által rendezett felolvasás alkalmával, amelyet Bartók Béla tartott a hunyadi román nép zenedialektusáról. A Hunyad vármegyei Cserbel község román paraszti előadóit Bartók részben a saját költségén vitette fel Budapestre, felolvasásának tánc- és zenei illusztrációjaként. Énekeiket, duda- és furulyajátékukat a Magyar Nemzeti Múzeum Néprajzi Osztálya vette fel hanglemezre az előadás helyszínén, a Magyar Tudományos Akadémia Kistermében.
Bartókot külföldön szerzett tapasztalatai (1931-ben részt vett a Népszövetség munkájában, 1934-ben a bukaresti fonogram archívumot látogatta meg) megerősítették abban a meggyőződésében, hogy Magyarországnak is fel kell zárkóznia az új technológiák alkalmazása terén.
A következő gramofonfelvételek 1936-ban készültek a Magyar Rádió stúdiójában. (Magyar népzenei gramofonfelvételek. Az Országos Magyar Történeti Múzeum Néprajzi Osztályának felvételei az MTA támogatásával, I. sorozat.) A négy, egyenként 50 példányban előállított, 78-as fordulatszámú lemezen Somogy és Tolna vármegyei énekesek, hangszerjátékosok előadását rögzítették. A munkát Bartók vezette, a Néprajzi Múzeum szakembereinek közreműködésével. A lemezekhez - elképzelése szerint - kísérőfüzet is készült, melyben a felvett dalok szövege, részletesen lejegyzett kottája, valamint az előadókra vonatkozó adatok, fényképek kaptak helyet. A füzet szerkesztője, Bartha Dénes így határozta meg a vállalkozás célját: „A magyar népzene dallamanyagának az utókor számára tudományos célból, a jelen számára pedig propagatív és pedagógiai célból való megmentése, konzerválása.”
A következő esztendőben, Ortutay Gyula szervezőmunkájának köszönhetően, egy nagyobb szabású sorozat felvételei is megindulhattak Bartók, Kodály és Lajtha vezetésével. Ebben az új sorozatban a népzene mellett népmese, szokásanyag és vallásos népénekek is helyet kaptak. A hangfelvételek során követendő eljárások alapelveiről előzetes megállapodás történt, amit jegyzőkönyvben rögzítettek. A paraszti énekesek, hangszerjátékosok kiválogatása az első világháború után jelentkező új népzenekutató nemzedék tagjainak (Balla Péter, Dincsér Oszkár, Domokos Pál Péter, Manga János, Seemayer Vilmos, Veress Sándor, Volly István) előzetes gyűjtéseire épült. A lemezek hangfelvételeit a Magyar Rádió és a Néprajzi Múzeum készítette, a Pátria cég préselte, s adta ki. 1939-ben már bolti forgalomba is kerültek. 1942-ig 107 darab 78-as fordulatszámú lemez készült el, bemutatva a legfőbb magyar népzenei dialektusterületek jellegzetességeit. (Ezekben Gr58 és Gr61 közötti számokon a már említett „Akadémiai lemezek” anyaga is helyet kapott.) A vállalkozás egyetlen szépséghibája az volt, hogy a kísérő dokumentáció időzítése egyáltalán nem, szórólapokkal való pótlása pedig csak hiányosan sikerült.
A második világháború után kialakuló politikai helyzet nem kedvezett a sorozat folytatásának. Erre 1949-től nyílt lehetőség, de ezúttal már csak zárt kört érintő tudományos célból, a Néprajzi Múzeum számára és irányításával. A munkálatokat - az addig elkészült anyag számbavétele után - a Néprajzi Múzeum igazgatójaként Lajtha László szervezte meg. Segítőtársa Rajeczky Benjamin volt, akinek későbbi beszámolója szerint a népzenei felvételek újrakezdését nem kis mértékben serkentette a moldvai és bukovinai áttelepülők jelenléte. Az eredeti, körülményes felvételi technikát (stúdióban helyszíni vágás viaszlemezre, majd erről matricák készítése) forradalmasította a magnetofon megjelenése. 1952-től kezdve a lemezek előzetes magnetofon-felvételekről készültek.
A sorozat 1951-ben a 155. számú lemezig jutott el. E szám feletti lemezeknek azonban csupán mikrobarázdás matricái és a lejegyzésre szánt lakklemez-másolatai készültek el. Lajtha a további kiadások szorgalmazása mellett nagy gondot fordított az elkészült hangfelvételek biztonságos muzeológiai megőrzésére is. Az akkori átideologizált politikai-társadalmi helyzet nem kedvezett az ilyen témájú nagyvonalú kiadványok létrejöttének, és a sorozat folytatódása helyett maga a népzene is eltűnt a hanglemezkiadványok választékából. (Bár Tóth Margit, a gyűjtemény későbbi vezetője az 1970-es évek elején a régi felvételek mikrobarázdás matricára való átdolgozását is megkezdte egy egységes, 300 lemezből álló sorozat kiadásának reményében, de akkorra meg már úgy tűnt, hogy technikai szempontból járt el fölötte az idő.)

## Kiadványok
Az első népzenét tartalmazó LP 1964-ben jelent meg a Qualitonnál, a Nemzetközi Népzenei Tanács (IFMC, ma ICTM) magyarországi kongresszusának tiszteletére. Ez a hanglemez egy újabb nagyméretű (Rajeczky Benjamin által szerkesztett) sorozat előhírnöke volt, amely már az MTA Népzenekutató Csoportjának újabb gyűjtéseiből válogatott.
A legnagyobb összefüggő anyagrészeket tartalmazó kiadványok:
1. Somfai László: Magyar népzenei hanglemezek Bartók Béla lejegyzéseivel. Ebben azok a Pátria-lemezek jelentek meg 1981-ben újra, amelyekhez Bartók annak idején - egy teljes kísérődokumentáció reményében - elkészítette a maga lejegyzéseit. A kiadvány Bartók eredeti elképzelését váltotta valóra a mellékelt kottás dokumentációval. Az alapos tanulmány ismerteti az immár klasszikus jelentőségű felvételezések történetét s beszámol Bartók lejegyzési technikájáról is.
2. Sebő Ferenc: Lajtha László: Széki gyűjtés. A 70-es évek elején beinduló Táncház-mozgalom - a hangszeres népzene iránti érdeklődés felfokozásával - jelentős mértékben hatott a hanglemezkiadásra. Így kerülhetett sor Lajtha Széki gyűjtésének kiadására, az eredeti elképzelés szerinti partitúra lejegyzések kíséretével. A három hanglemezből álló album Lajtha előgyűjtéseinek fonográf-felvételeiből is válogat. Bár a kiadvány szerkesztőjeként abban reménykedtem, hogy ez az album a Pátria-sorozat anyagrészenkénti kiadásának lehet az előfutára, ez az óhaj nem vált valóra.
3. A kiadatlan anyagrészből, mely a Néprajzi Múzeum raktárában jórészt magnetofonszalagokon elzárva hevert, Tari Lujza adott közre egy műsoros kazettára való hangszeres válogatást 1992-ben (Lajtha László népzenegyűjtéséből, balassagyarmati és soproni zenekar, MK 18206).
4. A moldvai csángókkal történt 1954-es gyűjtés anyagának nagy része először egy népzenei tankönyv példatáraként, CD mellékletek formájában, majd a könyvtől függetlenül is forgalomba kerültek (Népzenei példatár 1-2., 1997).
A régi felvételek ilyen nagy számban való megjelenése a modernebb technikával készült felvételek között kétféle okra vezethető vissza. Egyik az lehet, hogy az idő múlásával egyre fogyott a régi stílus jó előadóinak száma. A másik ok, hogy az egykori sorozat eredeti elképzelés szerinti folytatásáról, illetve a megjelent lemezekkel együtt való újra kiadásáról már végképp lemondtak.
Áttörést csak a 90-es évek vége hozott. A Fonó Budai Zeneház - sok fontos népzenei kiadvány megjelentetése után - Új Pátria címmel elkezdte publikálni azokat a frissen készült felvételeket, amelyek a Művelődési Minisztérium támogatásával, az „Utolsó Óra” elnevezésű gyűjtőakció során jöttek létre. A vállalkozást, mely bevallottan a régi „Pátria lemezek” folytatása kívánt lenni, Kelemen László szervezte meg. Pávai István szakmai irányításával először az Erdélyből áthozott magyar, román és cigány zenészek, táncosok fölvételezése indult meg, melyet aztán Agócs Gergely felvidéki magyar-szlovák gyűjtés-sorozata követett. Jelenleg a Kárpátalja, a Délvidék és a mai Magyarország zenészeivel folytatódik a gyűjtés Németh István és Vavrinecz András vezetésével.

### A 2007-es kiadás
A Fonó Records 2007-ben újra kiadta egy CD-ROM-on a teljes anyagot. A hangzó felvételek mellé azok teljes meglévő kéziratos dokumentációját is közölték (Lejegyzések, gyűjtési adatok, a gyűjtők és az adatközlők adatai, fényképei.)
Ehhez az új kiadáshoz számba kellett venni a meglévő anyagot. Azonban a nagy lendülettel megkezdett Pátria gyűjtés feldolgozását minduntalan "történelmi viharok" zavarták meg, s a fennmaradt nagy mennyiségű (ám többszöri költözködéssel, koncepció-váltással sújtott) iratanyag nem teljes. A teljes anyag kottalejegyzése sohasem készült el. A meglévő anyag sorsa is hányatott volt, ezért az iratanyag nagy része különböző intézmények gyűjteményeiben szétszórva található meg. Lajtha László eltávolítása után hangszeres lejegyzéseinek nagy része (benne a Népzenei Monográfiák kéziratanyagával) a lakásán maradt, a Néprajzi Múzeumba sohasem került már be. A Néprajzi Múzeum, valamint a Zenetudományi Intézet támogatása lehetővé tette, hogy az elzártan porosodó dokumentáció egyes részei, különféle másolatai egy teljes egésszé állhassanak össze.
A fentiekből nyilvánvaló, hogy egy ilyen nagyszabású gyűjtemény rekonstrukciója nem végezhető el rövid idő alatt. Egy 64 éve be nem fejezett munka elvarratlan szálainak összeszedése, tisztázása, a hiányok vég nélküli keresgetése, majd az egész egybeszerkesztése nem néhány hónapos munka. Azonban Sztanó Pál, a Zenetudományi Intézet technikai munkatársa, majd Németh István nagyszámú adatot, szájhagyományos információt gyűjtöttek egybe a gyűjteménnyel kapcsolatosan.  A korszerű technikai lehetőségek lehetővé tették, hogy mindezen ismereteket most már összekapcsoljuk, és maradéktalanul megvalósítsuk elődeink száz év előtti elegáns célkitűzését: a népzenei gyűjtemény mindenki számára való hozzáférhetővé tételét.
A dokumentáció törzsanyaga a Néprajzi Múzeumban található ma is. Itt vannak a hangzó felvételek (gondosan becsomagolt apa- és anyamatricák, kipréselt lemezek, ezek nagy részének magnetofonszalagos másolatai, a meg nem valósult kiadások mikrobarázdás matricái), s a dokumentáció nagy része (a felvételezések jegyzőkönyvei, a szövegkönyvek, a felvételekről készült lejegyzések támlapjai, s az utólag kinyomtatott kottás mellékletek néhány tucat sorozata, stb.). A felvételek rekonstrukciója, megtisztítása a különféle lemezkiadványokba válogatáskor Sztanó Pál munkája volt, aki ezt a munkát a Zenetudományi Intézetben végezte. Ott folyt a hangfelvételek lejegyzéseinek (támlapjainak) tudományos feldolgozása, rendezése is. Ezért oda is sok dokumentum került át, másolatok és újabb írásos anyagok, fontos újabb nyilvántartások keletkeztek.
A Magyar Rádió birtokába is jutott ebből a lemezsorozatból - még az eredeti együttműködési megállapodás szerint - így a későbbiekben ezekből különféle műsorok, visszaemlékezések, tehát újabb dokumentumok keletkeztek. Lajtha késői, dunántúli gyűjtéseinek egy része pedig rádiós kocsi közreműködésével készült. A 2007-es kiadásnál is a Magyar Rádióban létrejött hangrekonstrukciós műhely segítette a lemezek, illetve a különféle matricák szakszerű átjátszásával.
A dokumentumok átvizsgálásakor kiderült, hogy nagyon sok kutatni való van még, ha a teljességre törekednénk. Pótolni kellene a hiányzó lejegyzéseket, nagy mennyiségű jegyzetanyag veszett el talán örökre, a meglévők nagy része is feltárásra, megfejtésre vár... Egyszóval, ha teljes megoldást szeretnénk, akkor ezt a meglévő anyag közreadására kínálkozó lehetőséget el kellene halasztani. Ezért úgy döntöttünk, hogy most azt publikáljuk, amit eddig megtaláltunk. Így is több évtized mulasztását pótoljuk. Egy hiányos, ám közreadott gyűjtemény még mindig többet ér, mint egy teljesen elfelejtett egész, amely fölött lassan az enyészet veszi át a hatalmat. Közreadásunk tehát további kutatások ösztönzője kíván lenni.